# 지현민
지현민(2003년 10월 5일 ~)은 대한민국의 래퍼다. 2020년 싱글 [Drip]으로 데뷔했다.

## 방송
- 고등래퍼 4 (2021) - Top32

## 음반
- Drip (2020)
- icloud (2021)
- PLAYSTATION (2021)
- GWTM REMIX (2021)